# Ꙟ
Ꙟ, ꙟ (yn) litera dawnej cyrylicy rumuńskiej. Wymawiano ją jako [ɨn] lub [ɨm]. We współczesnym rumuńskim zastąpiona przez: în, ân, îm albo âm.

## Kodowanie
| Znak                   | Ꙟ                          | Ꙟ                          | ꙟ                        | ꙟ                        |
| ---------------------- | -------------------------- | -------------------------- | ------------------------ | ------------------------ |
| Nazwa w Unikodzie      | cyrillic capital letter yn | cyrillic capital letter yn | cyrillic small letter yn | cyrillic small letter yn |
| Kodowanie              | dziesiątkowo               | szesnastkowo               | dziesiątkowo             | szesnastkowo             |
| Unicode                | 42590                      | U+a65e                     | 42591                    | U+a65f                   |
| UTF-8                  | 234 153 158                | ea 99 9e                   | 234 153 159              | ea 99 9f                 |
| Odwołania znakowe SGML | &#42590;                   | &#xa65e;                   | &#42591;                 | &#xa65f;                 |